# Płamen Markow
Płamen Markow Markow (bułg. Пламен Марков Марков, ur. 11 września 1957 w Sewliewie) – bułgarski piłkarz grający na pozycji pomocnika, oraz trener i działacz piłkarski.

## Kariera piłkarska
Karierę piłkarską rozpoczął w rodzinnym Sewliewie, ale już w wieku osiemnastu lat przeszedł do CSKA Sofia. W barwach klubu ze stolicy Bułgarii występował przez dziesięć sezonów. W tym czasie zdobył pięć tytułów mistrza kraju, dwukrotnie triumfował w rozgrywkach o Puchar Bułgarii i raz w Pucharze Armii Sowieckiej. Był ważnym ogniwem zespołu prowadzonego przez Asparucha Nikodimowa, który w sezonie 1981/82 dotarł do półfinału Pucharu Europejskich Mistrzów Krajowych. Na rok przed Mundialem 1986 Markow zdecydował się na pierwszy w swojej karierze transfer zagraniczny: trafił do występującego we francuskiej Division 1 FC Metz. W ciągu dwu lat gry w tym klubie (69 meczów ligowych), dwukrotnie zajął z nim szóste miejsce w lidze. Piłkarską karierę kończył w drugoligowym Grenoble Foot 38.
W reprezentacji Bułgarii zadebiutował w 1978 roku. Występował w niej z różną regularnością przez osiem kolejnych lat. Spełnieniem jego reprezentacyjnej kariery był udział w Mundialu 1986, na którym podopieczni Iwana Wucowa - po raz pierwszy w historii - przebrnęli przez fazę grupową i awansowali do drugiej rundy turnieju, w której przegrali 0:2 z Meksykiem. Markow zagrał tylko w jednym spotkaniu, z Argentyną.

## Kariera szkoleniowa
Karierę trenerską rozpoczął we francuskim Grenoble Foot 38, ale po niespełna dwóch latach pracy powrócił do Bułgarii. Przez dziesięć lat (z krótkim epizodem w 1995 roku w CSKA Sofia) prowadził drugoligowy zespół Cardafon Gabrowo, ale nie odniósł z nim większych sukcesów. Również kolejny klub, w którym został zatrudniony, czyli Widima-Rakowski Sewliewo, grał na zapleczu bułgarskiej ekstraklasy.
Jego kariera szkoleniowa nabrała tempa dopiero w 2002 roku, kiedy - jako pierwszy w historii bałkańskiego futbolu trener zespołu drugoligowego - został selekcjonerem reprezentacji Bułgarii. Z drużyną narodową awansował do Euro 2004. Mimo iż udało mu się wyciągnąć drużynę narodową z trwającego od wielu lat kryzysu, to wielu komentatorów zarzucało mu, że był tylko "marionetką w rękach Iwana Wucowa", sekretarza Bułgarskiego Związku Piłki Nożnej, do którego miał należeć decydujący głos przy wyborze piłkarzy i taktyki na mecze. Ponadto podkreślano, że za czasów Markowa (zresztą podobnie jak w okresie, kiedy kadrę prowadził Dimityr Penew, twórca największego w historii futbolu bułgarskiego sukcesu), panował "zbyt duży luz", a zawodnicy nie zawsze odnosili się z szacunkiem do selekcjonera.
W czasie mistrzostw drużyna, w której grali wówczas m.in. Stilijan Petrow, Martin Petrow i Dimityr Berbatow, przegrała wszystkie trzy mecze i mieli najgorszy ze wszystkich drużyn bilans bramkowy – 1:9. Po turnieju Markow podał się do dymisji.
Później pracował w Widimie, a od kwietnia 2006 roku był szkoleniowcem CSKA Sofia. W sezonie 2005–2006 zdobył z nim Puchar, Superpuchar i wicemistrzostwo Bułgarii. Został zdymisjonowany po kilku słabszych meczach w marcu 2007 roku.
Pięć miesięcy później zastąpił Portugalczyka Nelo Vingadę na stanowisku trenera marokańskiego klubu Wydad Casablanca, ale już 4 grudnia otrzymał wymówienie.
Na początku stycznia 2008 roku media bułgarskie, powołując się na anonimowego członka Bułgarskiego Związku Piłki Nożnej podały, że Markow jest głównym kandydatem do objęcia stanowiska selekcjonera reprezentacji Bułgarii. Kilka dni później (11 stycznia) prezes BFS Borisław Michajłow potwierdził, że właśnie podpisał z nim dwuletni kontrakt. Jednak tym razem przygoda na stanowisku selekcjonera kadry trwała tylko niecałe dwanaście miesięcy. Na początku grudnia Markow został zdymisjonowany. Bezpośrednim powodem dymisji były słabe wyniki w eliminacjach do Mundialu 2010 (trzy punkty w trzech meczach) oraz porażka 1:6 w spotkaniu towarzyskim z Serbią.
W sierpniu 2009 powrócił do pracy po półrocznej przerwie. Został dyrektorem technicznym w CSKA Sofia, gdzie pierwszym trenerem był jego asystent z czasów prowadzenia kadry Ljubosław Penew.

## Sukcesy
| Kariera piłkarska - CSKA Sofia: - mistrzostwo Bułgarii 1976, 1980, 1981, 1982 i 1983, - wicemistrzostwo Bułgarii 1977, 1978, 1979, 1984 i 1985, - Puchar Bułgarii 1983 i 1985, - Puchar Armii Sowieckiej 1985 - półfinał Pucharu Europejskich Mistrzów Krajowych 1981–1982 - reprezentacja Bułgarii: - start na Mundialu 1986 (1/8 finału) | Kariera szkoleniowa - CSKA Sofia: - wicemistrzostwo Bułgarii 2006, - Puchar Bułgarii 2006, - Superpuchar Bułgarii 2006 - reprezentacja Bułgarii: - start (faza grupowa) w Euro 2004 |